# (6320) Bremen
(6320) Bremen (1991 AL3) – planetoida z grupy pasa głównego asteroid okrążająca Słońce w ciągu 3,82 lat w średniej odległości 2,44 j.a. Odkryta 15 stycznia 1991 roku.